# Gullahatti Kaval, Kanakapura
Gullahatti Kaval là một làng thuộc tehsil Kanakapura, huyện Ramanagara, bang Karnataka, Ấn Độ.